# Нежихувко
Нежихувко (пол. Nieżychówko, нім. Seeheim, Gut) — село в Польщі, у гміні Білосліве Пільського повіту Великопольського воєводства.
У 1975-1998 роках село належало до Пільського воєводства.